# Bestuurlijke indeling van Åland

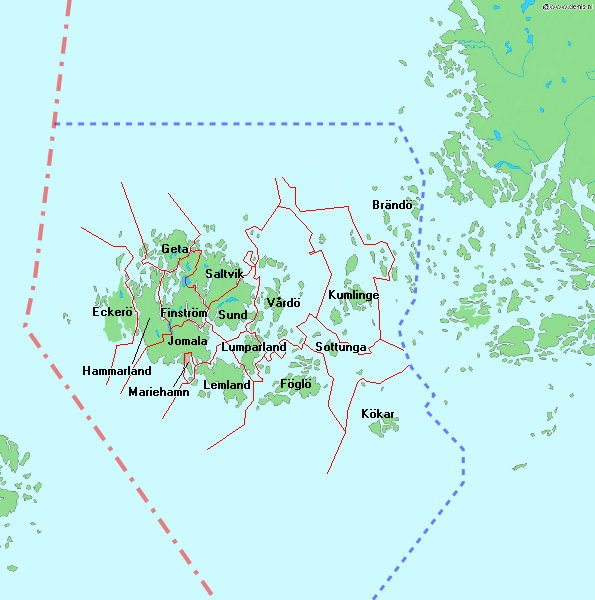
De gemeenten van Åland

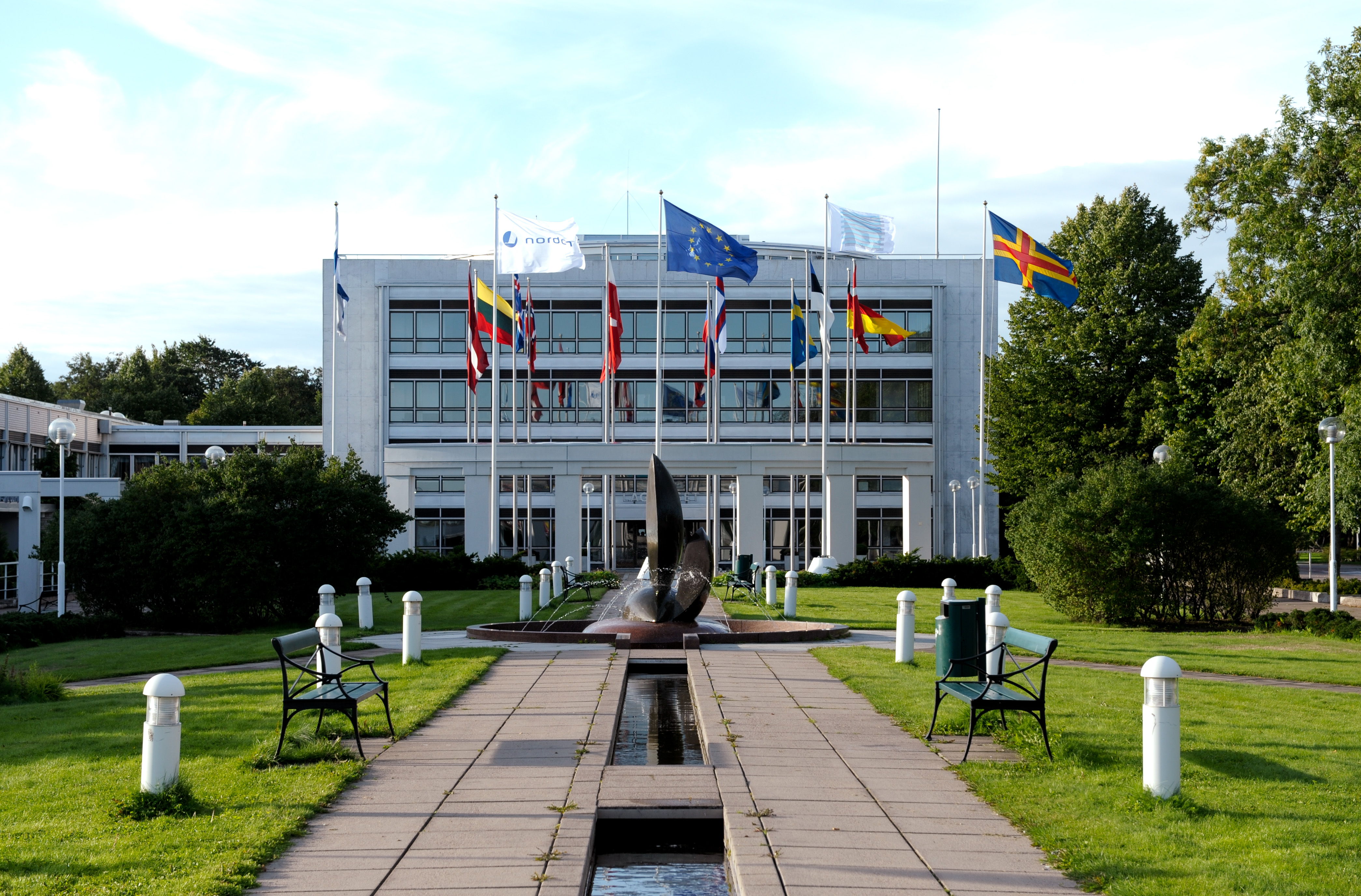
Het Ålandse parlementsgebouw in Mariehamn

De bestuurlijke indeling van Åland kent twee bestuursniveaus: het provinciaal en het lokaal (gemeentelijk) niveau.

## Provinciaal niveau
Op provinciaal niveau vormt Åland een van de Landschappen van Finland (Landskap) met een bijzondere status, aangezien de eilandengroep een grote mate van zelfbestuur kent.
De wetgevende macht berust bij het Ålandse parlement, het Lagting, dat dertig leden telt. De uitvoerende macht berust bij de Landschapsregering (Ålands landskapsregering). De minister-president (lantråd) wordt op voordracht van de voorzitter van het Lagting door het Lagting verkozen. Vervolgens benoemt de voorzitter van het Lagting de andere ministers op voordracht van de minister-president.
De Finse staat is op de eilandengroep aanwezig in de vorm van het Statens ämbetsverk på Åland. Dit wordt geleid door een gouverneur (Ålands landshövding).

## Lokaal niveau
Op lokaal niveau bestaan de 16 gemeenten (kommun), waarvan Mariehamn de titel stad draagt. De gemeenten worden bestuurd door een gemeenteraad (kommunfullmäktige), die direct wordt gekozen en autonoom is. Uit de raad wordt een uitvoerend gemeentebestuur gevormd.
De raad benoemt een gemeentedirecteur die belast is met de uitvoering.
De steden en gemeenten werken samen in drie economische regio's:
- Mariehamn (de hoofdstad),
- het overige deel van Fasta Åland en
- de archipel, omvattende Brändö, Föglö, Kumlinge, Kökar, Sottunga en Vårdö.[3]

Hoofdeiland: Eckerö · Finström · Geta · Hammarland · Jomala · Lemland · Lumparland · Mariehamn · Saltvik · Sund

Aparte archipels: Brändö · Föglö · Kökar · Kumlinge · Sottunga · Vårdö